# کیمبرلی استوارت
کیمبرلی استوارت (انگلیسی: Kimberly Stewart؛ زادهٔ ۲۱ اوت ۱۹۷۹) یک مانکن (فرد) اهل ایالات متحده آمریکا است.